# ریشموند (میشیگان)
ریشموند، میشیگان (به انگلیسی: Richmond, Michigan) یک شهر در ایالات متحده آمریکا با جمعیت ۵٬۷۳۵ نفر است که در میشیگان واقع شده‌است.

## موقعیت جغرافیایی
موقعیت جغرافیایی شهرها و مناطق اطراف به شرح زیر است: